# L'Homme qui ressemble au président
Pour plus de détails, voir Fiche technique et Distribution.
L'Homme qui ressemble au président est un film muet français réalisé par Jean Durand, sorti en 1910.

## Fiche technique
- Titre : L'Homme qui ressemble au président
- Réalisation : Jean Durand
- Scénario : Jean Durand
- Société de production : Société des Établissements L. Gaumont
- Pays de production :  France
- Langue : film muet avec les intertitres  en français
- Format : Noir et blanc — 35 mm — 1,33:1 — Muet
- Métrage : 130 m
- Genre : Comédie
- Durée : 4 minutes et 20 secondes
- Dates de sortie :
  - France : 1910

## Distribution
- Clément Mégé : Calino
- Gaston Modot